# Metelectrona ahlstromi
Metelectrona ahlstromi är en fiskart som beskrevs av Wisner, 1963. Metelectrona ahlstromi ingår i släktet Metelectrona och familjen prickfiskar. Inga underarter finns listade i Catalogue of Life.